# Aleksandr Volkov (cosmonauta)
Alexandr Alexandrovich Volkov (em russo: Алекса́ндр Алекса́ндрович Во́лков; Gorlovka, 27 de maio de 1948) é um ex-cosmonauta russo.
Aos treze anos, Volkov testemunhou Yuri Gagarin tornar-se o primeiro homem a ir ao espaço. Como adulto, entrou para o programa espacial soviético e atuou como piloto de testes antes de poder realizar seu sonho de infância.
Seu primeiro voo foi em setembro de 1985, na Soyuz T-14, a nona expedição russa à Salyut 7. A missão, programada para durar seis meses, durou apenas dois, devido à doença contraída pelo comandante Vladimir Vasyutin. Três anos depois, em novembro de 1988, Volkov comandou a Soyuz TM-7, missão à estação espacial Mir, onde realizou sua primeira caminhada espacial, ao lado do francês Jean-Loup Chrétien, integrante da tripulação.
Em 1991, a União Soviética partiu-se em pedaços e durante os acontecimentos que depuseram o governo de Mikhail Gorbachev e elevaram ao poder Boris Yeltsin, com a criação da Federação Russa, Volkov, em seu terceiro e último voo na Soyuz TM-13 e o cosmonauta Sergei Krikalev, encontravam-se em órbita em missão de longa duração na estação Mir. Subindo ao espaço como soviéticos e retornando como russos, são considerados os ‘últimos cidadãos da União Soviética’.
Após seu retorno, ele foi empossado como chefe do corpo de cosmonautas do Centro de Treinamento de Cosmonautas Yuri Gagarin, na Cidade das Estrelas, perto de Moscou, função que exerceu entre janeiro de 1991 e agosto de 1998. Neste comando, seu trabalho era preparar cosmonautas russos e estrangeiros para futuros voos e estadias na Mir e na Estação Espacial Internacional.
Volkov, condecorado por bravura com a comenda de Herói da União Soviética e a Ordem de Lenin, viu seu filho, Sergei Volkov, o primeiro cosmonauta de segunda geração de cosmonautas e astronautas (filhos de cosmonautas) ir ao espaço em 8 de abril de 2008, como comandante da missão Soyuz TMA-12, que compôs a Expedição 17 por seis meses, até outubro do mesmo ano.